# Depressaria libanotidella
Depressaria libanotidella – gatunek motyli z rodziny Elachistidae i podrodziny Depressariinae. Zamieszkuje palearktyczną Eurazję. Gąsienice żerują na selerowatych.

## Taksonomia
Gatunek ten opisany został po raz pierwszy w 1849 roku przez Friedricha Schlägera. Jako lokalizację typową wskazano okolice Jeny w Niemczech.

## Morfologia

### Owad dorosły
Motyl osiągający od 21 do 26,5 mm rozpiętości skrzydeł. Głaszczki wargowe są silnie wygięte dogrzbietowo, szaroróżowe z ciemniejszym członem szczytowym, a czasem także ze słabo zaznaczoną czarniawą obrączką. Tułów i pole przy przedniej krawędzi skrzydła przedniego są czerwonawe, niekiedy z ciemniejszym odcieniem na tułowiu. Wewnętrzna krawędź wspomnianego pola jest zatarta. Pole u tylnej krawędzi przedniego skrzydła cechuje się ciemnym przyprószeniem. Poza tym przednie skrzydło cechuje się czarną barwą plamki na żyłce poprzecznej, ciemnymi plamkami wzdłuż krawędzi zewnętrznej i czarno oprószonymi, ostro od tła odciętymi żyłkami w polu zewnętrznym. Skrzydło tylne ma strzępinę nieco jaśniejszą od tła i bez różowego nalotu.
Genitalia samca mają pozbawiony żłobka czy wyrostka grzbietowy brzeg walwy, wąski, dłuższy niż u D. ultimella sakulus, słabiej niż u wspomnianego gatunku rozwinięte kolce na klawusie, nagi klasper o formię tępego zęba, silnie wydłużony gnatos oraz krótki i zagięty edeagus z cierniami w liczbie od 6 do 10 sztuk. Genitalia samicy odznaczają się kielichowatą, po bokach usztywnioną pochwą i niewielkim, prawie kwadratowym znamieniem torebki kopulacyjnej

### Larwa
Gąsienica ma czarną głowę i stosunkowo ciemne, zielonkawoszare ciało opatrzone czarnymi, biało obrzeżonymi brodawkami.

## Ekologia i występowanie
Owady dorosłe latają w czerwcu. Gąsienice żerują w lipcu i sierpniu. Są oligofagicznymi fitofagami selerowatych. Najczęściej podawanymi roślinami pokarmowymi są oleśnik górski i okrzyn łąkowy, ale wymienia się też żebrzycę pogiętą, Laserpitium halleri, Bunium ferulaceum i Pimpinella tragium. Niepewne doniesienia dotyczą ich żerowania na atamancie kreteńskiej, Endressia pyrenaica, okrzynie szerokolistnym i goryszu sinym. Bywa, że początkowo odżywiają się oplecionymi przędzą liśćmi, jednak ich głównym pokarmem są kwiatostany. Oplatają one mocno osie boczne i baldaszki, ostatecznie prowadząc do zniekształcenia się baldachu i wypełniając go odchodami. Potrafią żerować gromadnie, po kilka sztuk na kwiatostan.
Gatunek palearktyczny, znany z Hiszpanii, Francji, Belgii, Niemiec, Szwajcarii, Austrii, Włoch, Słowenii, Szwecji, Finlandii, Estonii, Łotwy, Polski, Czech, Słowacji, Ukrainy, Rumunii, Macedonii Północnej, Grecji, anatolijskiej części Turcji oraz europejskiej i syberyjskiej części Rosji. W Polsce podawany jest tylko z Pienin.